# 廖厝
廖厝，是臺灣彰化縣鹿港鎮的一個地名，位於該鎮中部偏東。就行政區而言，範圍大致包括廖厝里不含西南端及西北端及最北端、東崎里東北部中段一小部分。

## 歷史
台灣清治末期至日治初期，廖厝地區為一街庄，稱為「廖厝庄」，隸屬於馬芝堡。該庄西北一小段與海埔厝庄、南勢庄為鄰，北與頂番婆庄為鄰，東與溝墘庄為鄰，南邊為打鐵厝庄，西南邊一小段與頂厝庄為界，西邊為顏厝庄。
1901年（日治明治三十四年）11月，該庄隸屬於彰化廳。1909年（明治四十二年）10月，改隸屬於臺中廳。1920年（大正九年），該庄改制為「廖厝」大字，隸屬於臺中州彰化郡鹿港街。
戰後鹿港街改制為鹿港鎮，隸屬於彰化縣，大字亦改制為里。

## 交通
縣道135號（鹿和路三段、二段）是和美至溪湖的道路，大致以東北—西南走向經過廖厝地區，往東北可前往頂番婆、和美，往西南可前往鹿港市區、埔鹽、溪湖。